# Sé titular de Tarso

Mapa da Diocese do Oriente do Império Romano (século V)

A Arquidiocese de Tarso (em latim: Archidioecesis Tarsensis) foi uma antiga Sé metropolitana do Patriarcado de Antioquia, na Província romana de Cilícia Prima da Diocese civil do Oriente, hoje uma arquidiocese titular da Igreja Católica Romana.

## História
A difusão do Cristianismo em Tarso deve-se, sem dúvida, a Paulo que, após sua conversão por volta do ano 30, passou algum tempo na cidade onde nasceu. O Martirológio Romano registra vários santos e mártires de Tarso: entre eles, Santa Pelágia, os santos Quirico e Giulitta, o bispo Atanásio, Castor e Doroteu.
De acordo com a tradição, a criação da diocese remonta aos primeiros anos da difusão da religião cristã, com os bispos Jasão e Herodião, discípulos de Paulo, mencionados na carta aos Romanos (16:11-21). No entanto, certas informações vêm de alguns escritos que datam da segunda metade do século III, nos quais o bispo da Cilícia Elenus é mencionado como administrador de algumas dioceses sufragâneas, confirmando que a sé de Tarso (capital da Cilícia) deve ter sido um bispado metropolitano.
O nome de outro bispo de Tarso, Teodoro, aparece nas atas do Concílio de Nicéia em 325. Uma personalidade importante para a diocese foi o bispo Diodoro, que pôs fim a uma controvérsia entre seu antecessor Silvano e os arianos depois de ser exilado pelo imperador Aurélio Valério Valens.
De acordo com uma Notitia Episcopatuum do século VI, Tarso tinha seis dioceses sufragâneas: Adana, Sebaste, Pompeópolis, Mallo, Augusta e Koricum. Por razões inexplicáveis, a diocese de Zephyrios, documentada do século IV ao VII, não consta da Notitia. Após a redação da Notitia, as dioceses de Adana e Pompeópolis foram elevadas à categoria de sés arquiepiscopais autocéfalas. Originalmente, a sé de Anazarbo e suas sufragâneas também pertenciam à província eclesiástica de Tarso, que se tornou uma província eclesiástica separada (Cilícia II) em meados do século VI.
No final do século VII, a cronotaxia dos bispos bizantinos foi interrompida devido à dominação árabe, que durou até o século X. Após a chegada dos árabes, muitos cristãos se refugiaram no Ocidente. Entre eles estava o monge Teodoro, que foi eleito arcebispo de Cantuária em 668. A partir de 965, a cidade foi reconquistada pelos bizantinos, que a mantiveram por vários séculos.
Entretanto, o domínio árabe não pôs fim à comunidade cristã. Na verdade, a cidade abrigava uma comunidade da Igreja Ortodoxa Siríaca, atestada do século VII ao XIII na Crônica de Miguel, o Sírio. O primeiro metropolita sírio conhecido foi Yohannan bar Ebrayta, consagrado pelo patriarca Severo II bar Mashqe em 668; dezesseis outros metropolitas conhecidos se seguiram, sendo o último Yohannan, consagrado pelo patriarca Miguel, o Sírio (1166-1199).
Durante o período das Cruzadas, uma sé episcopal de rito latino foi erguida a partir do século XI, com a construção da Igreja de São Paulo, que provavelmente era a catedral. Sobre as ruínas dessa igreja, foi construída mais tarde a Ulu Camii, ou Grande Mesquita.
Por volta de 1132, a cidade foi ocupada por armênios, que ergueram sua própria diocese no local. Entre os primeiros bispos estava Narsète Lampronese.
A diocese de rito latino, no entanto, foi finalmente desmantelada após o saque pelos árabes no século XIII e a tomada pelos mamelucos (1359).
Desde o século XIII, Tarso é considerada uma das sés arquiepiscopais titulares da Igreja Católica Romana; a sé está vaga desde 5 de março de 1973.

## Episcopado

### Arcebispos gregos
- Jasão †;
- Urbano †;
- Atanásio †;
- Heleno † (antes de 252 – depois de 269);
- Clino †;
- Lobo † (antes de 314 - 325);
- Teodoro I † (325 - ?);
  - Antônio † (bispo ariano).
- Silvano † (antes de 359 - depois de 368);
- Acácio † (mencionado por volta de 360);
- Diodoro † (379 – depois de 381);
- Falério † (mencionado em 394);
- Dositeu † (cerca de 415 -?);
- Mariano †;
- Helladius † (antes de 431 - 435 exilado);
- Teodoro II † (antes de 449 – depois de 451);
- Pelágio † (mencionado em 458);
- Nestor † (? - 489 exilado);
- Dionísio † (mencionado em 512);
- Sinclécio † (mencionado por volta de 530);
- Pedro † (mencionado em 553);
- Conon † (segunda metade do século VI);
- Eustáquio † (século VII);
- Teodoro III † (mencionado em 680);
- Anônimo † (mencionado 955);
- Cosme † ( século X / XI);
- Teófilo † (segunda metade do século XI).

### Arcebispos latinos
- Rogério † (mencionado em 1100);
- Estêvão † (mencionado em 1136);
- Alberto † (mencionado em 1186);
- Pedro † (mencionado em 1210);
- Paulo † (mencionado em 1215);
- Anônimo † (27 de julho de 1226 -?).

### Arcebispos latinos titulares
- William † (?);
- Niccolò † (5 de junho de 1299 -?);
- Servus Dei † (?);
- John, OSIo.Hieros. † (28 de abril de 1303 -?);
- Daniel de Terdona, OFM † (22 de junho de 1311 - ?);
- Omodeus † (mencionado em 15 de junho de 1328);
- Antônio de Biblos † (3 de setembro de 1344 -?);
- Bartolomeu de Tarso, OFM † (28 de fevereiro de 1358 -?);
- Pôncio † (20 de maio de 1358 -?);
- João Ponherii, OFM † (26 de outubro de 1366 –?);
- Giuliano Ettore de Pisis, OFM † (17 de maio de 1396 - depois de 1403);
- Jean Petit † (23 de fevereiro de 1407 -?);
- Diego de Anaya Maldonado † (7 de janeiro de 1433 - 25 de fevereiro de 1435);
- Henrique de Avangour † (2 de setembro de 1446 -?);
- Dionísio † (?);
- Galesio † (10 de fevereiro de 1447 -?);
- Thomas de Sur, OFM † (17 de junho de 1449 - 16 de fevereiro de 1460);
- Obertino di Montecalerio, OFM † (6 de fevereiro de 1460 -?);
- Juan de Dios, O.Carm. † (20 de junho de 1484 -?);
- Suero di Oca † (4 de fevereiro de 1495 - 1513);
  - Pedro † (?);
  - Jean Albriga † (21 de dezembro de 1497 -?).
- Santiago Álvarez, OSA † (4 de agosto de 1514 - 1536);
- Miguel Manriquez, OSA † (4 de agosto de 1536 -?);
- William, OP † (9 de setembro de 1539 -?);
- Francesco Monaldi † (11 de maio de 1552 -?);
- Jean Faber, OP † (9 de março de 1594 -?);
- Francisco Boyvin de Pericard (12 de dezembro de 1611 – 26 de fevereiro de 1613);
- Henri Boyvin de Péricard † (3 de agosto de 1616 – 12 de fevereiro de 1636);
- Ottavio Corsini † (17 de março de 1621 -  30 de julho de 1641);
- Carlo Rossetti † (16 de setembro de 1641 - 13 de julho de 1643);
- Giulio Rospigliosi † (14 de março de 1644 - 9 de abril de 1657);
- Carlo Roberti † (2 de dezembro de 1658 - 7 de março de 1667);
- Francesco Maria Febei † (18 de abril de 1667 - 29 de novembro de 1680);
- Ferdinando Strozza † (10 de abril de 1690 -?);
- Michelangelo dei Conti † (13 de junho de 1695 - 7 de junho de 1706);
- Giovanni Battista Bussi † (25 de junho de 1706 - 19 de fevereiro de 1710);
- Girolamo Archinto † (1 de outubro de 1710 - 1 de outubro de 1721);
- Gaetano Cavalieri † (23 de março de 1722 - 10 de outubro de 1738);
- Ferdinando Maria de Rossi † (20 de julho de 1739 - 1 de fevereiro de 1751);
- Gennaro Guglielmini † (5 de julho de 1751 -  20 de março de 1760);
- Guido Calcagnini † (4 de fevereiro de 1765 - 20 de maio de 1776);
- Carlo Camuzi † (15 de julho de 1776 - 2 de abril de 1781);
- Isidoro Sánchez de Luna, OSB † (18 de julho de 1783 - 17 de outubro de 1786);
- Karl Theodor von Dalberg † (10 de março de 1788 - 17 de janeiro de 1800);
- Pietro Ostini † (9 de abril de 1827 - 11 de julho de 1836);
- Fabio Maria Asquini † (2 de outubro de 1837 - 22 de janeiro de 1844);
- Paolo Polidori † (23 de janeiro de 1844 - 25 de julho de 1844);
- Antonio Benedetto Antonucci † (25 de julho de 1844 - 5 de setembro de 1851);
- Antonio Saverio De Luca † (22 de dezembro de 1853 - 16 de março de 1863);
- Arsenio Avak-Wartan Angiarakian † (21 de julho de 1865 - 8 de abril de 1874);
- Domenico Sanguigni † (15 de junho de 1874 - 19 de setembro de 1879);
- São Zygmunt Szczęsny Feliński † (15 de março de 1883 - 17 de setembro de 1895);
- Nicola Averardi † (17 de dezembro de 1895 - 11 de março de 1924);
- Alexis-Henri-Marie Lépicier, OSM † (22 de maio de 1924 - 19 de dezembro de 1927);
- Pietro Ciriaci † (15 de fevereiro de 1928 - 12 de janeiro de 1953);
  - Giovanni Naslian † (1 de julho de 1928 - 15 de setembro de 1957) - Arcebispo Titular de Tarso dos Armênios.
- Luigi Raimondi † (24 de dezembro de 1953 - 5 de março de 1973).